# Saïd Haddou
Saïd Haddou (Issy-les-Moulineaux, Alts del Sena, 23 de novembre de 1982) és un ciclista francès, professional des del 2005 al 2012. És germà del també ciclista Nahir Haddou.
En el seu palmarès destaquen les victòries en dues edicions de la Tro Bro Leon, el 2007 i 2009

## Palmarès
- 2002
  -  Campió d'Europa sub-23 en Madison, amb Laurent d'Olivier
- 2004
  - 1r a La Côte Picarde sots 23
  - Vencedor d'una etapa dels Boucles de la Mayenne
- 2005
  - Vencedor d'una etapa del Tour de la Gironda
- 2006
  - Vencedor d'una etapa del Tour de Poitou-Charentes
- 2007
  - 1r a la Tro Bro Leon
- 2009
  - 1r a la Tro Bro Leon
- 2011
  - Vencedor d'una etapa de l'Étoile de Bessèges
- 2012
  - 1r al Gran Premi de Tallinn-Tartu

### Resultats al Tour de França
- 2009. 143è de la classificació general

### Resultats al Giro d'Itàlia
- 2009. 163è de la classificació general